# Howard-Nunatakker
Die Howard-Nunatakker sind eine Gruppe von rund 15 Nunatakkern am nordwestlichen Rand der Sentinel Range des Ellsworthgebirges im westantarktischen Ellsworthland.
Der US-amerikanische Polarforscher Lincoln Ellsworth entdeckte sie während seines Transantarktisfluges am 23. November 1936. Das Advisory Committee on Antarctic Names benannte sie 1961 nach Patrick Matthew Howard (1910–1972), Ellworths Flugzeugmechaniker.